# Chemaudin
Chemaudin war eine Gemeinde mit zuletzt 1.501 Einwohnern (Stand: 1. Januar 2013) im französischen Département Doubs in der Region Bourgogne-Franche-Comté. Chemaudin ist ein Ortsteil der Gemeinde Chemaudin et Vaux.

## Geographie
Chemaudin liegt auf 274 m, etwa zehn Kilometer westlich der Stadt Besançon (Luftlinie). Das Dorf erstreckt sich am Rand einer Anhöhe in der leicht gewellten Landschaft zwischen den Flussläufen von Doubs im Süden und Ognon (im Norden).
Die Fläche des 7,30 km² großen vormaligen Gemeindegebiets umfasste einen Abschnitt nördlich des Doubstals. Eingegrenzt wurde das Gebiet durch verschiedene Verkehrswege: im Norden durch die Autobahn A36, im Osten durch deren Zubringer D67 und im Süden durch die Hauptstraße N73, die von Besançon nach Dole führt. Der Hauptteil des Gebietes wurde von einer Ebene eingenommen, die teils mit Acker- und Wiesland, im Süden vor allem mit Wald (Bois d’Essart-Dédier) bestanden ist. Nach Nordwesten reichte das Gemeindeareal in die leicht gewellte Landschaft zwischen Doubs und Ognon. Auf der Wasserscheide zwischen diesen beiden Flüssen wurde mit 310 m die höchste Erhebung von Chemaudin erreicht. Der nördlichste Abschnitt wird durch den Chevrey nach Norden zum Doubs entwässert.
Nachbargemeinden von Chemaudin waren Vaux-les-Prés im Norden, Franois im Osten, Grandfontaine im Süden sowie Dannemarie-sur-Crète im Westen.

## Geschichte
Verschiedene Funde weisen darauf hin, dass das vormalige Gemeindegebiet von Chemaudin bereits während der Bronzezeit besiedelt war. Erstmals urkundlich erwähnt wird der Ort im 12. Jahrhundert unter dem Namen Chemadein. Im Lauf der Zeit wandelte sich die Schreibweise über Chemadin (13. Jahrhundert), Chimadain und Chamadain (14. Jahrhundert), Cheauldain (15. Jahrhundert) und Chimaudin (1664) zum heutigen Ortsnamen, der seit dem 18. Jahrhundert belegt ist.
Im Mittelalter gehörte Chemaudin zum Domkapitel Saint-Étienne in Besançon. Daneben hatten auch die Herren von Montferrand reichen Grundbesitz im Ort. Während des Dreißigjährigen Krieges wurde Chemaudin stark in Mitleidenschaft gezogen. Zusammen mit der Franche-Comté gelangte das Dorf mit dem Frieden von Nimwegen 1678 definitiv an Frankreich.

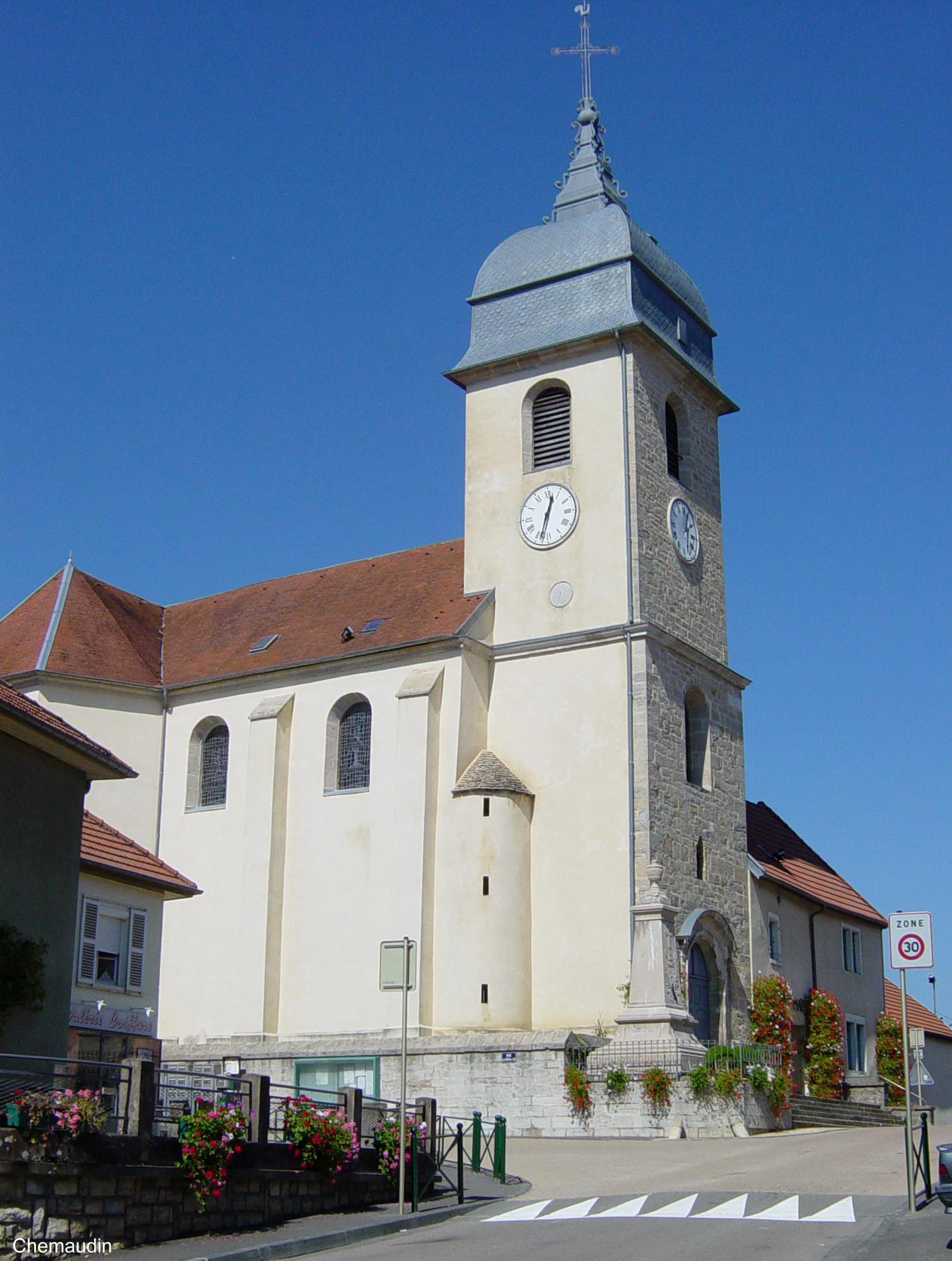
Kirche Saint-Alban

Mit der Schaffung einer Industriezone im Jahr 1975 begann die Entwicklung zum Vorort von Besançon. Seit dem 1. Januar 2001 gehört Chemaudin mit 57 anderen Gemeinden zum Gemeindeverband Communauté d’agglomération du Grand Besançon.
Die Gemeinde Chemaudin schloss sich am 1. Januar 2017 mit Vaux-les-Prés zur neuen Gemeinde Chemaudin et Vaux zusammen.

## Sehenswürdigkeiten
Die Kirche Saint-Alban wurde im Jahr 1737 eingeweiht. Sie besitzt eine für die Region einzigartige Vorhalle mit Kirchturm. Im Innern befindet sich ein von Nicolas Nicole gestaltetes Altarretabel (1750). Im alten Ortskern sind verschiedene Bauernhäuser im traditionellen Stil der Franche-Comté aus dem 18. und 19. Jahrhundert erhalten.

## Bevölkerung der ehemaligen Gemeinde
| Bevölkerungsentwicklung | Bevölkerungsentwicklung |
| Jahr                    | Einwohner               |
| ----------------------- | ----------------------- |
| 1962                    | 409                     |
| 1968                    | 487                     |
| 1975                    | 600                     |
| 1982                    | 702                     |
| 1990                    | 941                     |
| 1999                    | 1.222                   |
| 2005                    | 1.430                   |
| 2013                    | 1.501                   |

Mit zuletzt 1.501 Einwohnern (Stand: 1. Januar 2013) gehörte Chemaudin zu den kleineren Gemeinden des Départements Doubs. Nachdem die Einwohnerzahl in der ersten Hälfte des 20. Jahrhunderts stets im Bereich zwischen 320 und 380 Personen gelegen hatte, wurde seit Beginn der 1960er Jahre ein markantes Bevölkerungswachstum verzeichnet. Danach hat sich die Einwohnerzahl mehr als verdreifacht.

## Wirtschaft und Infrastruktur
Das bis weit ins 20. Jahrhundert hinein ein vorwiegend durch die Landwirtschaft (Ackerbau, Obstbau und Viehzucht) und die Forstwirtschaft geprägte Dorf entwickelte sich seit Mitte der 1970er Jahre dank der guten Verkehrslage zu einem Industrie- und Gewerbestandort. In den Industrie- und Gewerbezonen entlang den Hauptstraßen haben sich bis heute rund 25 Betriebe niedergelassen. Zu den wichtigen Branchen gehören die Herstellung von Gasdruckfedern und Dichtungen, das Transportgewerbe, eine Druckerei und ein Logistikzentrum der Ecospace. Mittlerweile hat sich das Dorf auch zu einer Wohngemeinde gewandelt. Viele Erwerbstätige sind deshalb Wegpendler, die in der Agglomeration Besançon ihrer Arbeit nachgehen.
Die Ortschaft ist verkehrstechnisch sehr gut erschlossen. Sie liegt nahe der Hauptstraße D67, die von Besançon nach Gray führt. Der nächste Anschluss an die Autobahn A36, welche das Gemeindegebiet durchquert, befindet sich in einer Entfernung von ungefähr drei Kilometern. Weitere Straßenverbindungen bestehen mit Dannemarie-sur-Crète, Villers-Buzon und Franois.

## Partnerschaft
Seit dem August 1997 pflegt Chemaudin eine Partnerschaft mit der in Thüringen gelegenen Gemeinde Molschleben.